# 定时炸弹 (实验)
定时炸弹（英語：Ticking time bomb scenario）是一个伦理学的思想实验，多用于讨论酷刑是否公平。其大致内容是：一枚大规模杀伤性的定时炸弹隐藏在你的居住地并即将爆炸，知情者已被羁押，是否应该使用酷刑来审讯。这是一个道德上的两难问题。问题的升级版是：酷刑后知情者缄口不言，是否应当对其家人采取酷刑逼供。问题最初在1960年代由法国作家Jean Lartéguy在其小说Les Centurions中提出。